# Landkreis Saulgau
Der Landkreis Saulgau war ein Landkreis in Baden-Württemberg, der im Zuge der Kreisreform am 1. Januar 1973 aufgelöst wurde.

## Geographie

### Lage
Der Landkreis Saulgau lag im Südosten Baden-Württembergs. 
Geographisch hatte er hauptsächlich Anteil am Alpenvorland südlich der Schwäbischen Alb.

### Nachbarkreise
Seine Nachbarkreise waren 1972 im Uhrzeigersinn beginnend im Norden Münsingen, Ehingen, Biberach, Ravensburg und Sigmaringen.

## Geschichte
Das Gebiet des Landkreises Saulgau gehörte vor 1800 überwiegend zu Vorderösterreich und war den Oberämtern Nellenburg und Altdorf zugeordnet, dabei war Saulgau Sitz eines Amtes innerhalb des Oberamtes Nellenburg und Riedlingen Sitz eines Amtes innerhalb des Oberamtes Altdorf. 1805 kam das Gebiet zum Königreich Württemberg, das alsbald die württembergischen Oberämter Saulgau und Riedlingen errichtete. Ab 1810 gehörte das Oberamt Riedlingen zur Landvogtei an der Donau, das Oberamt Saulgau zur Landvogtei am Bodensee. 1818 gehörten beide Oberämter zum Donaukreis, der 1924 aufgelöst wurde. 1934 wurden die Oberämter in Kreise umbenannt, 1938 wurden die Kreise Riedlingen und Saulgau zum Landkreis Saulgau verschmolzen.
Nach dem Zweiten Weltkrieg kam der Landkreis Saulgau zunächst zum neuen Bundesland Württemberg-Hohenzollern und nach der Länderneugliederung 1952 im Südwesten innerhalb Baden-Württembergs zum Regierungsbezirk Südwürttemberg-Hohenzollern.
Mit Wirkung vom 1. Januar 1973 wurde der Landkreis Saulgau aufgelöst. Sein Gebiet wurde zu etwa gleichen Teilen dem vergrößerten ehemals preußischen Landkreis Sigmaringen und dem vergrößerten Landkreis Biberach zugeordnet. 14 Gemeinden kamen zum Landkreis Ravensburg und zwei Gemeinden zum Landkreis Reutlingen. Rechtsnachfolger des Landkreises Saulgau wurde der Landkreis Sigmaringen.

### Einwohnerentwicklung
Alle Einwohnerzahlen sind Volkszählungsergebnisse.
| Jahr               | Einwohner |
| ------------------ | --------- |
| 17. Mai 1939       | 51.168    |
| 13. September 1950 | 61.393    |

| Jahr         | Einwohner |
| ------------ | --------- |
| 6. Juni 1961 | 65.899    |
| 27. Mai 1970 | 71.741    |

## Politik

### Landrat
Die Oberamtmänner bzw. Landräte des Oberamts bzw. Landkreises Saulgau 1807–1972:
- 1807–1811: Friedrich Ferdinand Hofacker
- 1811–1811: Karl August Golther
- 1811–1817: Immanuel Heinrich Hauff
- 1817–1818: Johann Michael Diesch (Amtsverweser)
- 1818–1822: Immanuel Ferdinand Weihenmaier
- 1822–1847: Gottlieb Heinrich Schüllermann
- 1847–1850: Friedrich Heinrich Ernst Cunradi
- 1850–1863: Gottfried Höschele
- 1863–1864: Heinrich Lamparter
- 1864–1867: Ludwig Rominger
- 1867–1892: Ludwig Philipp Elwert
- 1892–1896: Julius Pommer
- 1896–1924: Franz Plazidus Seifriz
- 1924–1934: Wilhelm Reich
- 1934–1936: Wilhelm Dittus (Amtsverweser)
- 1937–1938: Erich Behr (Amtsverweser)
- 1938–1945: Alfred Chormann
- 1945–1947: Hans Eisele (kommissarisch)
- 1947–1968: Karl Anton Maier
- 1968–1972: Wilfried Steuer

### Wappen
Der Landkreis Saulgau führte kein eigenes Wappen.

## Wirtschaft und Infrastruktur

### Verkehr
Durch das Kreisgebiet führte keine Bundesautobahn. Er wurde durch die Bundesstraßen 32, 311 und 312 sowie durch mehrere Landes- und Kreisstraßen erschlossen.

## Gemeinden
Zum Landkreis Saulgau gehörten ab 1938 zunächst 89 Gemeinden, davon 5 Städte.
Am 7. März 1968 stellte der Landtag von Baden-Württemberg die Weichen für eine Gemeindereform. Mit dem Gesetz zur Stärkung der Verwaltungskraft kleinerer Gemeinden war es möglich, dass sich kleinere Gemeinden freiwillig zu größeren Gemeinden vereinigen konnten. Den Anfang im Landkreis Saulgau machten am 1. Januar 1970 die Gemeinde Beizkofen, die sich mit der Gemeinde Hohentengen vereinigte. Durch die Gemeindereform verlor der Landkreis Saulgau auch zwei Gemeinden an andere Landkreise. In der Folgezeit reduzierte sich die Zahl der Gemeinden stetig. Am 1. Februar 1972 wurde die Gemeinde Egelfingen in die Gemeinde Langenenslingen eingegliedert und wechselte dadurch in den Landkreis Sigmaringen, kam jedoch nach der Kreisreform zum Landkreis Biberach. Ebenfalls am 1. Februar 1972 wurde die Gemeinde Mörsingen in die Gemeinde Zwiefalten eingegliedert und wechselte dadurch zum Landkreis Münsingen. Am 1. Januar 1973 wurde der Landkreis Saulgau aufgelöst, doch reduzierte sich die Zahl der Gemeinden auch dann noch weiterhin.
Die größte Gemeinde des Landkreises war die Kreisstadt Saulgau. Die kleinste Gemeinde war Upflamör.
In der Tabelle stehen die Städte und Gemeinden des Landkreises Saulgau vor der Gemeindereform. Die Einwohnerangaben beziehen sich auf die Volkszählungsergebnisse in den Jahren 1961 und 1970.
| frühere Gemeinde   | heutige Gemeinde  | heutiger Landkreis | Einwohner am 6. Juni 1961 | Einwohner am 6. Juni 1970 |
| ------------------ | ----------------- | ------------------ | ------------------------- | ------------------------- |
| Alleshausen        | Alleshausen       | Biberach           | 415                       | 450                       |
| Allmannsweiler     | Allmannsweiler    | Biberach           | 234                       | 252                       |
| Altheim            | Altheim           | Biberach           | 827                       | 1.007                     |
| Altshausen         | Altshausen        | Ravensburg         | 3.358                     | 3677                      |
| Andelfingen        | Langenenslingen   | Biberach           | 644                       | 728                       |
| Bad Buchau, Stadt  | Bad Buchau        | Biberach           | 2.877                     | 3.112                     |
| Beizkofen          | Hohentengen       | Sigmaringen        | 641                       | –                         |
| Betzenweiler       | Betzenweiler      | Biberach           | 622                       | 667                       |
| Beuren             | Mengen            | Sigmaringen        | 310                       | 274                       |
| Bierstetten        | Bad Saulgau       | Sigmaringen        | 391                       | 411                       |
| Binzwangen         | Ertingen          | Biberach           | 744                       | 802                       |
| Blochingen         | Mengen            | Sigmaringen        | 707                       | 745                       |
| Bolstern           | Bad Saulgau       | Sigmaringen        | 346                       | 353                       |
| Boms               | Boms              | Ravensburg         | 450                       | 455                       |
| Bondorf            | Bad Saulgau       | Sigmaringen        | 207                       | 248                       |
| Braunenweiler      | Bad Saulgau       | Sigmaringen        | 549                       | 594                       |
| Bremen             | Hohentengen       | Sigmaringen        | 248                       | 301                       |
| Daugendorf         | Riedlingen        | Biberach           | 525                       | 540                       |
| Dürmentingen       | Dürmentingen      | Biberach           | 1.276                     | 1.327                     |
| Dürnau             | Dürnau            | Biberach           | 285                       | 311                       |
| Dürrenwaldstetten  | Langenenslingen   | Biberach           | 168                       | 136                       |
| Ebenweiler         | Ebenweiler        | Ravensburg         | 569                       | 618                       |
| Ebersbach          | Ebersbach-Musbach | Ravensburg         | 560                       | 584                       |
| Egelfingen         | Langenenslingen   | Biberach           | 139                       | 144                       |
| Eichen             | Hohentengen       | Sigmaringen        | 147                       | 166                       |
| Eichstegen         | Eichstegen        | Ravensburg         | 427                       | 411                       |
| Emerfeld           | Langenenslingen   | Biberach           | 157                       | 168                       |
| Ennetach           | Mengen            | Sigmaringen        | 1.176                     | 1.310                     |
| Enzkofen           | Hohentengen       | Sigmaringen        | 220                       | 246                       |
| Erisdorf           | Ertingen          | Biberach           | 392                       | 374                       |
| Ertingen           | Ertingen          | Biberach           | 2.318                     | 2.813                     |
| Fleischwangen      | Fleischwangen     | Ravensburg         | 341                       | 415                       |
| Friedberg          | Bad Saulgau       | Sigmaringen        | 410                       | 439                       |
| Friedingen         | Langenenslingen   | Biberach           | 334                       | 270                       |
| Fulgenstadt        | Bad Saulgau       | Sigmaringen        | 455                       | 543                       |
| Geigelbach         | Ebersbach-Musbach | Ravensburg         | ?429                      | –                         |
| Göffingen          | Unlingen          | Biberach           | 238                       | 287                       |
| Großtissen         | Bad Saulgau       | Sigmaringen        | 286                       | 326                       |
| Grüningen          | Riedlingen        | Biberach           | 370                       | 395                       |
| Guggenhausen       | Guggenhausen      | Ravensburg         | 199                       | 196                       |
| Günzkofen          | Hohentengen       | Sigmaringen        | 283                       | 276                       |
| Haid               | Bad Saulgau       | Sigmaringen        | 769                       | 875                       |
| Hailtingen         | Dürmentingen      | Biberach           | 363                       | 426                       |
| Heiligkreuztal     | Altheim           | Biberach           | 241                       | 235                       |
| Herbertingen       | Herbertingen      | Sigmaringen        | 1.898                     | 2.148                     |
| Heudorf am Bussen  | Dürmentingen      | Biberach           | 364                       | 434                       |
| Heudorf bei Mengen | Scheer            | Sigmaringen        | 434                       | 513                       |
| Hochberg           | Bad Saulgau       | Sigmaringen        | 390                       | 410                       |
| Hohentengen        | Hohentengen       | Sigmaringen        | 1.300                     | 1.706                     |
| Hoßkirch           | Hoßkirch          | Ravensburg         | 523                       | 518                       |
| Hundersingen       | Herbertingen      | Sigmaringen        | 739                       | 775                       |
| Hüttenreute        | Hoßkirch          | Ravensburg         | 164                       |                           |
| Ittenhausen        | Langenenslingen   | Biberach           | 284                       | 260                       |
| Jettkofen          | Ostrach           | Sigmaringen        | 277                       | 252                       |
| Kanzach            | Kanzach           | Biberach           | 423                       | 458                       |
| Kappel             | Bad Buchau        | Biberach           | 633                       | 691                       |
| Königseggwald      | Königseggwald     | Ravensburg         | 475                       | 490                       |
| Lampertsweiler     | Bad Saulgau       | Sigmaringen        | 210                       | 207                       |
| Laubbach           | Ostrach           | Sigmaringen        | 227                       | 208                       |
| Marbach            | Herbertingen      | Sigmaringen        | 525                       | 540                       |
| Mengen, Stadt      | Mengen            | Sigmaringen        | 4.808                     | 5.265                     |
| Mieterkingen       | Herbertingen      | Sigmaringen        | 223                       | 223                       |
| Möhringen          | Unlingen          | Biberach           | 220                       | 226                       |
| Moosburg           | Moosburg          | Biberach           | 162                       | 161                       |
| Moosheim           | Bad Saulgau       | Sigmaringen        | 292                       | 320                       |
| Mörsingen          | Zwiefalten        | Reutlingen         | 172                       | 154                       |
| Musbach            | Ebersbach-Musbach | Ravensburg         | 581                       | 591                       |
| Neufra             | Riedlingen        | Biberach           | 742                       | 702                       |
| Offingen           | Uttenweiler       | Biberach           | 601                       | 609                       |
| Oggelshausen       | Oggelshausen      | Biberach           | 734                       | 829                       |
| Ölkofen            | Hohentengen       | Sigmaringen        | 442                       | 451                       |
| Pflummern          | Riedlingen        | Biberach           | 401                       | 433                       |
| Reichenbach        | Bad Schussenried  | Biberach           | 567                       | 562                       |
| Renhardsweiler     | Bad Saulgau       | Sigmaringen        | 247                       | 233                       |
| Riedhausen         | Riedhausen        | Ravensburg         | 412                       | 429                       |
| Riedlingen, Stadt  | Riedlingen        | Biberach           | 5.161                     | 5.957                     |
| Saulgau, Stadt     | Bad Saulgau       | Sigmaringen        | 9.368                     | 10.190                    |
| Scheer, Stadt      | Scheer            | Sigmaringen        | 1.666                     | 1.738                     |
| Seekirch           | Seekirch          | Biberach           | 206                       | 212                       |
| Tiefenbach         | Tiefenbach        | Biberach           | 380                       | 407                       |
| Unlingen           | Unlingen          | Biberach           | 918                       | 1.096                     |
| Unterwaldhausen    | Unterwaldhausen   | Ravensburg         | 214                       | 212                       |
| Upflamör           | Zwiefalten        | Reutlingen         | 131                       | 120                       |
| Ursendorf          | Hohentengen       | Sigmaringen        | 357                       | 358                       |
| Uttenweiler        | Uttenweiler       | Biberach           | 1.360                     | 1.474                     |
| Völlkofen          | Hohentengen       | Sigmaringen        | 381                       | 436                       |
| Waldhausen         | Altheim           | Biberach           | 198                       | 194                       |
| Wilflingen         | Langenenslingen   | Biberach           | 413                       | 395                       |
| Wolfartsweiler     | Bad Saulgau       | Sigmaringen        | 263                       | 247                       |

## Kfz-Kennzeichen
Am 1. Juli 1956 wurde dem Landkreis bei der Einführung der bis heute gültigen Kfz-Kennzeichen das Unterscheidungszeichen SLG zugewiesen. Es wurde bis zum 31. Dezember 1972 ausgegeben.
Am 19. November 2019 beschloss der Ravensburger Kreistag die Wiedereinführung der Altkennzeichen WG (Wangen im Allgäu), ÜB (Überlingen) und SLG (Bad Saulgau).
Das Unterscheidungszeichen SLG wird ab dem 22. Juli 2020 im Landkreis Ravensburg im Zuge der Kennzeichenliberalisierung wieder ausgegeben, seit dem 1. März 2021 auch im Landkreis Sigmaringen.